# Hindenburglinde

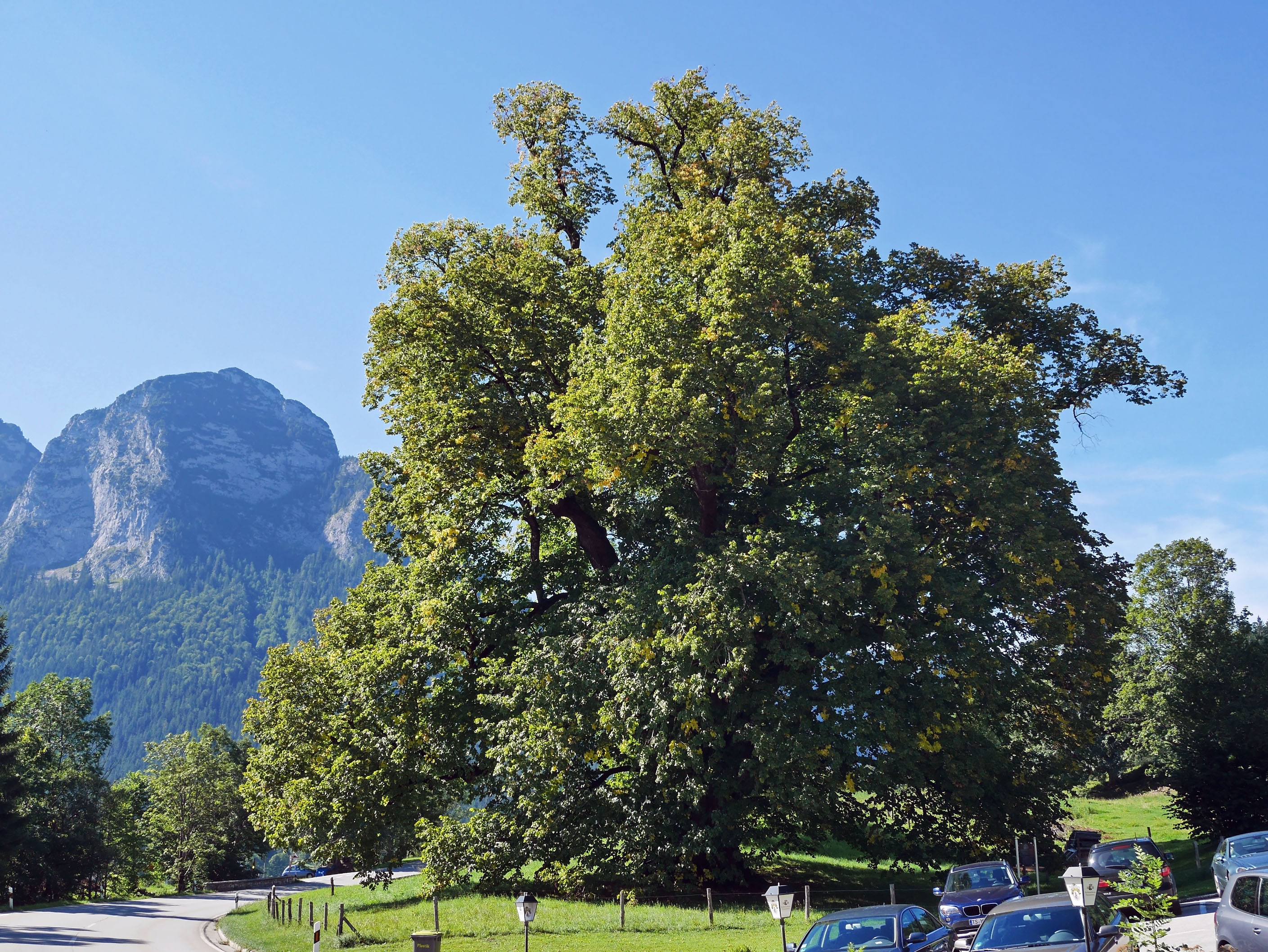
Hindenburglinde, Ende August 2015

Die Hindenburglinde (auch Große Linde genannt) ist eine solitäre Sommerlinde (Tilia platyphyllos) im Landkreis Berchtesgadener Land. Sie steht  ca. 150 Höhenmeter oberhalb des Tals der Ramsauer Ache an der Deutschen Alpenstraße (B 305) in der Gnotschaft Taubensee der Gemeinde Ramsau bei Berchtesgaden und ist als Naturdenkmal unter Naturschutz gestellt. Zudem wurde sie im September 2022 zum Nationalerbe-Baum ausgezeichnet.
Trotz ihrer für diese Baumart untypischen Höhenlage auf etwa 850 Meter über Normalnull erreichte diese Sommerlinde eine Größe sowie einen Stammumfang, die sie bei einem zwischen 400 und 1000 Jahren gemutmaßten Alter zu den herausragenden Bäumen Europas zählen lässt. Das Deutsche Baumarchiv führt die Linde unter den national bedeutsamen Bäumen (NBB).

## Beschreibung
Der Stamm der Linde beginnt am Boden breit und wuchtig und verjüngt sich nach oben. Der Baum hat im Gegensatz zu den meisten alten Linden einen kräftigen, ungeteilten, hochreichenden Stamm. In etwa fünf Meter Höhe gehen mehrere starke Äste ab, die eine sehr große Krone bilden. Die Linde erreicht eine Höhe von über 30 und einen Kronendurchmesser von gut 35 Metern. Der Stamm ist ohne erkennbare Öffnungen. An der Stelle eines im Jahre 1997 herausgebrochenen Astes, des größten der Linde, ist erkennbar, dass der Stamm einst hohl war und ausgemauert wurde und die Öffnung infolge der auch heute noch enormen Vitalität der Linde komplett überwachsen wurde. Aufgrund der Höhe des Standortes – in dieser Höhenstufe ist die Vegetationszeit aufgrund des später einsetzenden Sommers und des früher beginnenden Winters deutlich verkürzt – hat die Sommerlinde von Jahr zu Jahr eine um vier bis sechs Wochen kürzere Wachstumszeit als im Flachland. Dennoch weist sie enorme Ausmaße auf und hat eine gute Vitalität. In der näheren Umgebung zur Linde steht neben dem Hotel Hindenburglinde ein Weißdorn, der ebenso alt sein soll.
Die ersten genauen Beschreibungen der Linde stammen aus dem Jahre 1902 von dem Pionier und Baumfotografen Friedrich Stützer, der den Stammumfang der Linde in Bodennähe mit 14,75 und in einem Meter Höhe mit reichlich zehn Metern angab. Die Hauptäste erreichten Stärken bis zu 1,5 Meter. Den Umfang der Krone gab er mit 121 Meter, die beschattete Fläche mit 900 Quadratmetern an. Damit hatte die Linde, die nie abgestützt wurde, die mit Abstand breiteste Krone aller Bäume in Europa.
Das Deutsche Baumarchiv gab im Jahre 2001 an der Stelle des geringsten Durchmessers (Taille) einen Umfang von 10,26 und im Jahre 1988 in einem Meter Höhe von 11,30 Metern an. Im Jahre 2015 hat der Stamm auf 1,3 Meter, der Höhe des sogenannten Brusthöhendurchmessers (BHD), einen Umfang von 10,90 Metern. Sie zählt damit zu den stärksten und größten Linden in Europa.
Das Alter der Linde wird in der Literatur unterschiedlich angegeben. Vergleicht man die Maße von 1902 von Friedrich Stützer mit den aktuellen Baumdaten, kommt man auf ein Alter von fast 750 Jahren. Der Forstwissenschaftler Hans Joachim Fröhlich nahm 1990 ein Alter von etwa 1000 Jahren an. Das Deutsche Baumarchiv gab 2009 400 bis 700 Jahre an. Jeroen Pater, Forstwirtschaftler und Buchautor alter Bäume in Europa, gab im Jahre 2007 600 bis 700 Jahre an.

## Geschichte

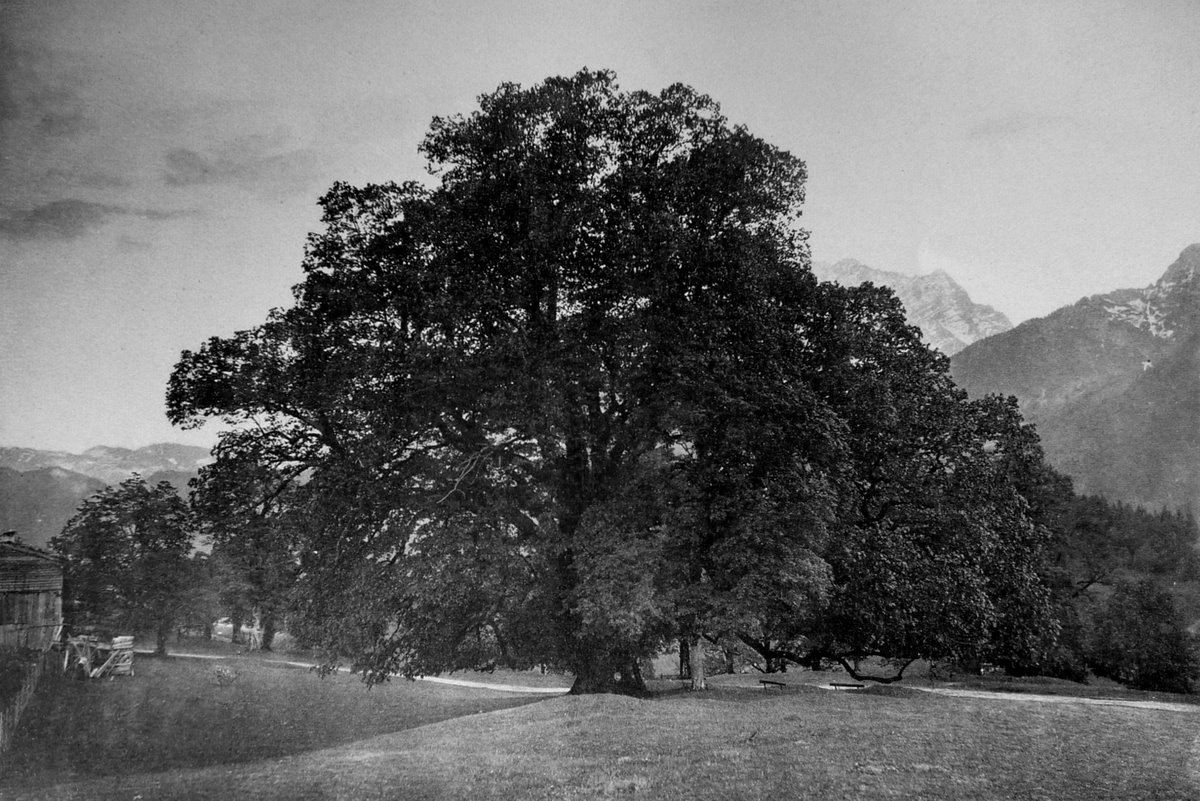
Hindenburglinde im Jahre 1902

Die Linde befand sich auf einer Freie oder Trade (Freifläche). Lehnsbauern durften diese Flächen zur Weide des Viehes und zum Laubsammeln nutzen. Aufforstung und die Rodung einzeln stehender Bäume war nicht erlaubt, was zur Erhaltung des Baumes beigetragen hat.
Ab etwa 1850 wurde die Linde in verschiedenen Reiseführern und Beschreibungen des Berchtesgadener Landes erwähnt. Die Linde wird seit langer Zeit gepflegt. Im Jahre 1890 legte der Verschönerungsverein Ramsau einen neuen Weg zur Linde an und führte ein Jahr später Sanierungsarbeiten an der Linde durch. Seit 1875 befindet sich neben der Linde ein Gasthof.
Der Baumfotograf Friedrich Stützer, Inspektor der Königlich Bayerischen Staatseisenbahn in München, schrieb in seinem Buch Die größten, ältesten oder sonst merkwürdigen Bäume Bayerns in Wort und Bild:

„Zwanzig Centimeter über dem Boden gemessen, hat der Wurzelhals einen Umfang von 14,75 Meter; in 1 Meter Höhe mißt der Stamm noch reichlich 10 Meter. Die in ungefähr 3 Meter Höhe aus demselben sich abgliedernden elf Hauptäste haben eine Stärke bis zu 1,50 Meter im Durchschnitt. Fast jeder Ast wieder ein Baum für sich! Die Gesammtholzmasse beträgt nach fachmännischer Schätzung 90 Ster. Die Astbildung ist nach Gestalt und Richtung eine sehr verschiedene, ein Theil strebt auf- ein Theil abwärts, andere zweigen in vollständig wagerechter Richtung zur Höhenaxe des Baumes bis zu einer Länge von 24 Meter ab und entbehren dabei trotz der riesigen Blätterfülle jeder künstlichen Stütze; die fast kreisrunde Baumkrone berührt stellenweise an der äußersten Peripherie beinahe den Boden; ihr unterster Umfang beträgt 121 Meter. Der Scheitel der Krone, die auch im vertikalen Durchschnitt eine halbkreisrunde Form hat, erhebt sich bis zu 34 Meter. […] Über grünendem Weideland baut sie ihren Blätter-Dom auf, der eine Fläche von 900 Quadratmeter beschattet und somit auch einer stattlichen Anzahl moderner berittener Krieger für Roß und Reiter Schatten bieten würde. Die Linde steht auf einer sogenannten Freie oder Trade. Darunter versteht man Weideflächen im forstärarialischen Besitze, die von Alters her als landesherrliche Freiplätze den Lehensbesitzern von Ramsau zum begünstigungsweisen Genuß der Weide und der Laubstreu überlassen sind. […] Ein bequemer Weg führt von Ramsau aus, durch Wald und Wiesen sanft ansteigend an der Wallfahrtskirche Maria-Kunterweg vorüber, in ¾ Stunden zur großen Linde. Doppelt lohnt sich der Besuch des Baumes, denn neben dem Interesse an seinem gigantischen, nahezu doppelt so breit- wie hochastigen Aufbau, der für den hier in Betracht kommenden Standort, von 830 Meter über dem Meere, eine hervorragende dendrologische Erscheinung bildet, kann man zugleich in seinem Schatten eine prächtige Fernsicht auf die Riesen der Bergwelt genießen.“

In den 1930er Jahren wurde die Deutsche Alpenstraße direkt an der Linde vorbeigeführt. Im Rahmen der Verleihung der Ehrenbürgerwürde der Gemeinde Ramsau an den damaligen Reichspräsidenten Feldmarschall Paul von Hindenburg am 26. März 1933 erhielt der bis dahin unter dem Namen Große Linde bekannte Baum seinen heutigen Namen; der benachbarte Gasthof Lindenhäusl wurde 1950 zu einem Berggasthof und Hotel erweitert und in Hindenburglinde umbenannt.
Als mit der Zeit mehrere morsche Äste des Baumes abbrachen, wurde im Jahre 1955 die in München ansässige Firma Volgger, die auf Baumsanierung spezialisiert ist, beauftragt, Baumpflegemaßnahmen durchzuführen. Im Jahre 1966 wurde die Linde ein zweites Mal behandelt. Dabei wurden tote Äste entfernt und morsche Stellen beseitigt. Die stärksten Äste wurden zur Kronensicherung mit Seilen miteinander verbunden. Beim Bau eines Parkplatzes verlor die Linde einen Starkast. 1997 brach der unterste, talwärts gerichtete stärkere Ast aufgrund hoher Schneelast ab, wobei die Krone in Mitleidenschaft gezogen wurde. Die Narbe am Stamm ist noch zu sehen.